# Девід Пакард
Девід Пакард (англ. David Packard; 7 вересня 1912, Пуебло, США — 26 березня 1996, Стенфорд, США) — американський підприємець, разом із Вільмом Г'юлетом є співзасновником всесвітньо відомої компанії Hewlett-Packard.

## Життєпис
Девід Пакард народився в місті Пуебло, штат Колорадо, США. Після отримання диплома бакалавра в Стенфордському університеті у 1936 році почав працювати інженером у компанії General Electric. Під час роботи в General Electric Девід жив в одній кімнаті з іншим інженером — Джоном Флюком, який згодом створив велику компанію, яка існує й донині — Fluke Corporation.
У 1938 році він повернувся до Каліфорнії, в Пало-Альто, для того щоб продовжувати навчання в університеті. Наступного року, вже будучи магістром наук, разом зі своїм другом і однокурсником Вільмом Г'юлетом створив підприємство, яке отримало назву Hewlett-Packard Company. Статутний капітал становив 538 доларів.
Першим продуктом компанії став RC-генератор звукової частоти, спроєктований Г'юлетом під час навчання. Усе виробництво компанії в той час розміщувалося в невеликому гаражі в Пало-Альто.
Девід Пакард залишався партнером товариства до 1947 року. Згодом воно було перетворено в корпорацію. Тоді Пакард став її президентом, а в 1964 році його обрали головою правління і виконавчим директором компанії.
Пакард полишив засновану ним компанію в 1969 році для того, щоб стати заступником міністра оборони США під час першого терміну правління президента Ніксона. Пробувши на цій посаді три роки, Пакард  у 1971 році вийшов у відставку й повернувся в Пало-Альто, де його знову обрали головою правління компанії Hewlett-Packard.
До самої смерті Девід Пакард активно працював у багатьох громадських і ділових організаціях і освітніх установах. Пакард був опікуном Благодійного фонду Герберта Гувера, Американського інституту підприємництва тощо. Спільно зі своєю дружиною він заснував благодійний фонд, названий їх іменами (The David and Lucile Packard Foundation). З 1975 по 1982 рік він був членом комітету з науки і технологій Американо-радянської торгово-економічної ради, а з 1983 по 1985 рік — головою Американо-японської погоджувальної комісії. Він також був членом Президентської ради з науки і технологій з 1990 по 1992 рік. Багато університетів США надало Пакарду почесні докторські звання.
Син, професор Девід Вудлі Пакард, займався дослідженням класичних мов і застосуванням комп'ютерних методів у дешифрування древніх написів.